# André Bens
André Bens (Geel, 28 maart 1926 - Leuven, 9 mei 2001) was een Belgisch ondernemer en politicus voor de CVP.

## Levensloop
Bens werd bedrijfsleider en was de voorzitter van de NCMV-afdeling van Geel, een functie die hij uitoefende tot 1998. Tevens was hij de organisator van de Kempense Handelsbeurs.
Hij was ook politiek actief voor de CVP en werd voor deze partij gemeenteraadslid en schepen van Geel. Van 1981 tot 1987 en van 1989 tot 1990 zetelde hij tevens in de Belgische Senaat als provinciaal senator voor de provincie Antwerpen.
Hij overleed in het UZ Gasthuisberg te Leuven. De uitvaartplechtigheid vond plaats in de Sint-Amandskerk te Geel.